# Apolda
Apolda je město v německé spolkové zemi Durynsko, v zemském okrese Výmarsko jehož je správním centrem. Leží na Ilmu přibližně patnáct kilometrů na sever od Výmaru na hlavní železniční trati spojující Berlín přes Halle nad Sálou s Frankfurtem na Mohanem. Apolda je vzdálena jen deset kilometrů na jih od hranice se Sasko-Anhaltskem.

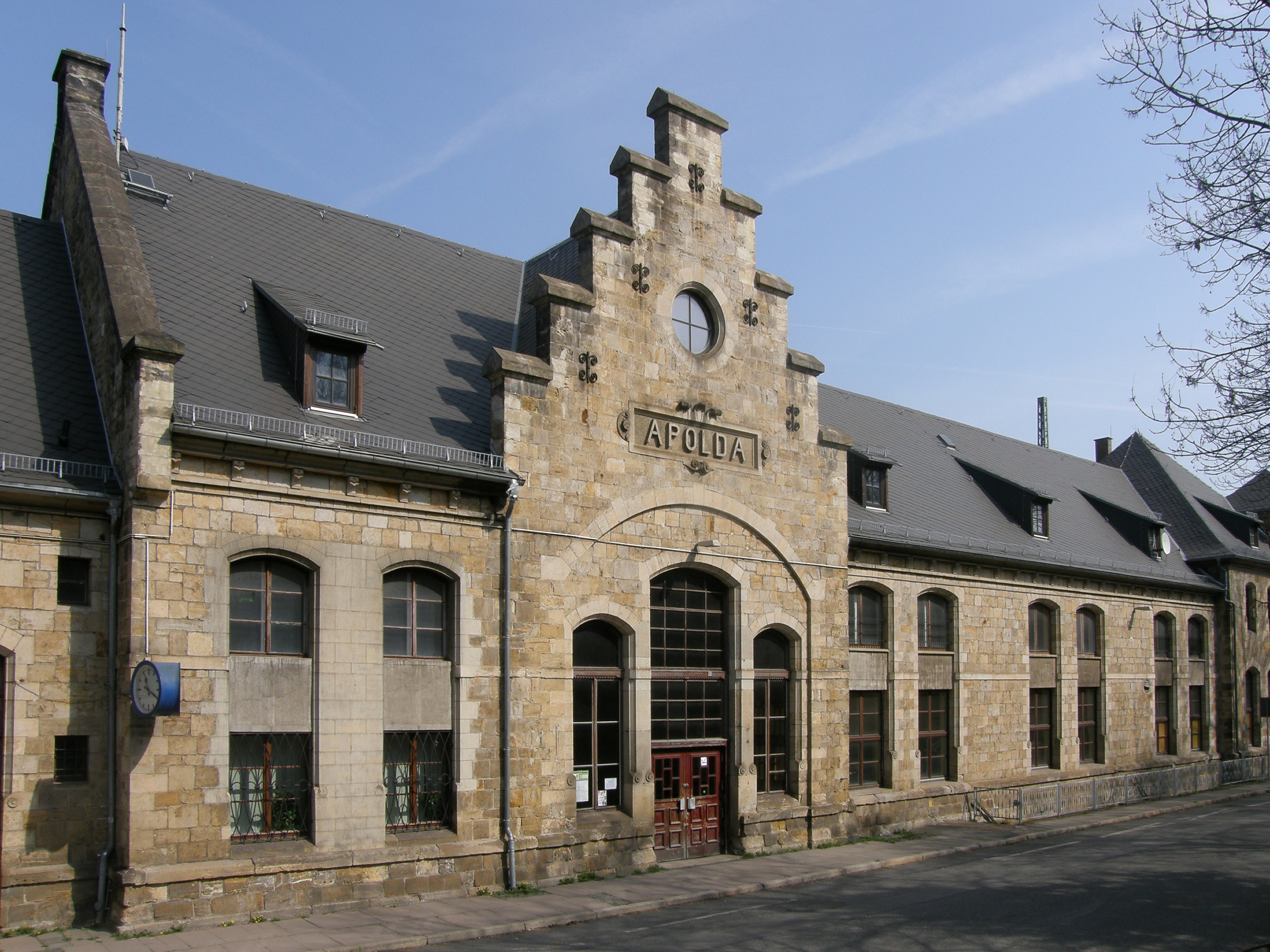
Apoldské nádraží

Kromě Výmaru jsou dalšími blízkými městy Jena (patnáct kilometrů na jihovýchod), Erfurt (pětačtyřicet kilometrů na západ) a Naumburg (třicet kilometrů na severovýchod).
Ve městě byla v devatenáctém století vyšlechtěna rasa dobrmanů.